# ميغيل أنخيل هيريرا
ميغيل أنخيل هيريرا (بالإسبانية: Miguel Ángel Herrera Equihua)‏ (3 أبريل 1989 بأوروابان في المكسيك - ) هو لاعب كرة قدم مكسيكي في مركز الدفاع. شارك مع منتخب المكسيك لكرة القدم. أما مع النوادي، فقد لعب مع نادي باتشوكا ونادي مونتيري وتامبيكو ماديرو.

## وصلات خارجية
- ميغيل أنخيل هيريرا على موقع قاعدة بيانات كرة القدم.إي يو (الإنجليزية)
- ميغيل أنخيل هيريرا على موقع ناشيونال فوتبول تيمز (الإنجليزية)
- ميغيل أنخيل هيريرا على موقع Soccerbase.com (لاعب) (الإنجليزية)
- ميغيل أنخيل هيريرا على موقع Soccerway.com (الإنجليزية)
- ميغيل أنخيل هيريرا على موقع عالم كرة القدم.نت (الإنجليزية)
- ميغيل أنخيل هيريرا على موقع AS.com (الإسبانية)